# Neil Sean
Neil Sean es un periodista británico. Hijo de los animadores Ann Montini y Alan Scott, Sean llamó la atención por primera vez como cantante y lanzó una versión de «We Don't Talk Anymore» de Cliff Richard, antes de ocupar puestos como presentador en múltiples estaciones de radio. Más tarde aceptó trabajos como escritor, incluso para Metro, donde escribió la columna de chismes «The Green Room» durante más de diez años.
Luego, Sean creó su propio equipo, Maycon Productions, y lanzó numerosos libros y DVD, incluido el libro How to Live Like a Celebrity for Free y el DVD D.R. W.H.O.: The Lost Interviews, que atrajo comentarios críticos sobre ediciones separadas del programa de Dave Gorman Modern Life Is Goodish. También pasó un período como escritor residente de Travelodge y como reportero de entretenimiento para Sky News, Fox News y NBC News.

## Biografía

### Primeros años y periodismo
Neil Sean nació en Mirfield en Yorkshire del Oeste y asistió a Mirfield Free Grammar. Su primera aparición en el escenario fue en Variety Express en Battyeford Methodist Hall cuando tenía ocho años. Su madre, Ann Montini, es una artista de variedades que actuó como tributo a Marie Lloyd y creó Variety Express en 1959 como un derivado de Tonight at the London Palladium; su padre, Alan Scott, era comediante, y su hermano, Mark Grant, presentaba listas de baile para cadenas europeas. En 1997, Sean trabajaba como publicista con Barry I Tomes, quien creó Gotham Records en 1989, y en 2000, él y Montini lanzaron una versión de «We Don't Talk Anymore» de Cliff Richard.
En enero de 2003, se convirtió en presentador de LBC y Heart. Había dejado este último en 2006 para ir a Capital, cuando trabajaba en Sky News como proveedor de noticias del mundo del espectáculo, que a su vez había dejado en 2008 para convertirse en reportero real de Fox News, momento en el que tenía columnas en el Daily Star Sunday y New!. Inicialmente, bajo un contrato en el que era exclusivo de Fox en Estados Unidos, en 2013, se había mudado a NBC News, con el argumento de que Fox había dejado de llamar; en 2020, había comenzado a contribuir a Fox nuevamente.
En mayo de 2003, Sean también había comenzado a escribir una columna en Metro, «The Green Room»; afirmó en un diario para Press Gazette que escribía diez columnas para varios medios. En julio de 2011, High Street Ken de The Independent cuestionó la jugosidad de los chismes impresos por The Green Room, y en septiembre de 2014, Dave Gorman usó un episodio de su programa de Dave Modern Life is Goodish para expresar su admiración por «su capacidad para llenar una columna de chismes cinco días a la semana durante más de 10 años casi sin chismes» y opinó que la columna se preocupaba por los hábitos de fumar de las celebridades.: 5:06 
Después de que un distribuidor se ofreciera a comprar material de archivo de sus entrevistas, Sean fundó Maycon Productions, con la intención de distribuirlas él mismo, y lanzó los DVD West End Stars in Conversation, Dr. Who Tales Lost in Time, y Dad's Army: The Lost Interviews, la última de las cuales se publicó en abril de 2010. Ese año, para Westminster Live, entrevistó a Mike Winters, un amigo personal de su padre que había trabajado con Winters cuando ambos trabajaban como comediantes; esta resultó ser su última entrevista grabada. En julio de 2011, un PR oportunista envió un correo electrónico alegando que Sean publicaría unas memorias, «It's Not Where You Start», más tarde ese año, y en 2012, Sean publicó «From Hollywood to Yorkshire», una exploración del viaje de Jayne Mansfield a Yorkshire durante los últimos años de su vida.

### D.R. W.H.O.: The Lost Interviews
Un DVD posterior, D.R. W.H.O.: The Lost Interviews, presentaba una cabina telefónica roja en la contraportada, y su cita de portada prometía «entrevistas extensas y reveladoras» con David Tennant, quien en ese momento interpretó a El Doctor en Doctor Who. Dave Gorman usó una edición de octubre de 2017 de Modern Life is Goodish para analizar el DVD con el experto en Doctor Who, Toby Hadoke, y descubrió que el DVD dura poco menos de 40 minutos, con treinta segundos de David Tennant hablando de Kylie Minogue y ochenta segundos de él discutiendo Doctor Who, exactamente los mismos ochenta segundos siendo usados otra vez catorce minutos después, poco más de cinco minutos y medio de entrevistas con los exmiembros del elenco de Doctor Who Russell T Davies, John Barrowman, Noel Clarke y Simon Pegg, y varios casos en los que Sean entrevistó a personas vagamente relacionadas al programa sobre temas no relacionados. También descubrieron que gran parte de las entrevistas de Pegg y Barrowman tenían «poco o nada» que ver con Doctor Who, y que el DVD contenía varias inexactitudes fácticas, varias instancias de Sean transmitiendo comentarios que los actores de Doctor Who le habían hecho, cinco «datos breves» entregados lentamente incluyendo una repetición, numerosas instancias de gráficos como relleno que incluyen «tres paseos de vergüenza de panda de una sola vez», y alrededor de un minuto de imágenes mal filmadas de John Barrowman cotilleando sobre Lee Mead, quien no formó parte de Doctor Who.: 29:38 
Gorman también cuestionó cómo The Lost Interviews pudo incluir treinta segundos de un video musical de Kylie Minogue, treinta segundos de Las vacaciones de Mr. Bean, aproximadamente un minuto de Mead cantando una canción de Joseph and the Amazing Technicolor Dreamcoat y treinta segundos de Mead cantando algo más, con el argumento de que no se le permitió incluirlo en el programa, y Hadoke opinó que el hecho de que Mead ganara un concurso de talentos juzgado por John Barrowman no hacía que sus apariciones fueran relevantes.: 29:38  Christopher Bennion utilizó una reseña del episodio en The Times y describió The Lost Interviews irónicamente como «el DVD más espectacular de Doctor Who jamás creado», y Christopher Stevens del Daily Mail utilizó una reseña del episodio para describir el DVD como «lleno de errores» y la revisión de Gorman como un «ataque abrasador». El 27 de noviembre de 2017, el DVD se vendía por £195,60 en Amazon;: 27:09  Al explicarse en un episodio del pódcast de Edinburgh Fringe de Richard Herring grabado ese día, Gorman señaló que sus disecciones habituales de Modern Life is Goodish eran irónicas, siendo Sean la única persona a la que le había dado una «patada adecuada», que Hadoke había sido contratado mientras luchaba por contener su odio hacia Sean durante las pruebas debido a la «mezquindad» de su trabajo, y opinó que el alto precio de venta del DVD fue causado por una colusión tácita algorítmica y la imposibilidad de que el producto cambie a £ 3,99.: 27:09 

### How to Live Like a Celebrity for Free
En 2012, Sean anunció su libro How to Live Like a Celebrity for Free, que contenía una serie de ideas para ahorrar dinero, aparentemente de celebridades que había entrevistado. El libro utilizó la misma imagen de Sean que su anterior DVD D.R. W.H.O.: The Lost Interviews,: 29:38  y afirmó contener el método de descuento de Beyoncé para mantener su cabello y detallar cómo Jennifer Lopez recibió un cambio de imagen gratuito en un mostrador de maquillaje antes de una audición y cómo Michael Caine viajó por el mundo gratis. Escribió el libro mientras era escritor residente en Travelodge, ya que se le ocurrió la idea de convertirse en escritor residente después de encontrarse con un hombre con una computadora portátil en el Hotel Savoy, antes de acercarse a otras cadenas y luego a ellas.
Para promocionar el libro, apareció en la televisión australiana, en la que alegó que Guillermo de Gales había sugerido combinar muestras de loción para después del afeitado gratuitas en el hotel, que Jason Donovan le había dicho que viajaba en una bicicleta de segunda mano renovada por él mismo después de apareciendo en Neighbours, y que Boris Johnson le había dicho que visitó su biblioteca local en busca de los últimos libros, audiolibros y periódicos. Dave Gorman usó poco más de seis minutos de un episodio de Modern Life is Goodish de septiembre de 2014 para opinar que los últimos tres no constituían un estilo de vida de celebridad y tampoco el consejo de su libro de reciclar bolsas de gimnasio para transportar almuerzos para llevar, y sugirió que un consejo, que una «tarjeta de presentación para cosas como probar menús gratis en los mejores restaurantes» era salir corriendo de un hotel elegante al mismo tiempo que una celebridad de primer nivel y plantarles un beso en la mejilla a la vista de los paparazzi, constituiría agresión sexual. Tanto Gorman: 8:45  como Emma Clayton del Telegraph & Argus cuestionaron la sugerencia de Sean de que era factible obtener zapatos gratis ofreciéndose a ser probador de zapatos, y este último también cuestionó si un cliente encontraría realmente «un buen cinturón Cartier, gemelos antiguos, y un bufanda de Hermès» simplemente hurgando en tiendas benéficas, si el departamento de relaciones públicas de una compañía discográfica proporcionaría álbumes gratuitos o invitaciones a conciertos sin acosarlos para obtener recortes de prensa, y si los bancos querrían hacerse amigos de los clientes sólo porque adoptaran un aire indiferente y preguntaran sobre la hospitalidad corporativa que ofrece, aunque describió el libro como «una guía divertida para hablar descaradamente».

### Otros trabajos
Sean publicó otro libro, Live from the London Palladium, en diciembre de 2014, que lanzó en la Biblioteca Mirfield, y promocionó mediante una entrevista con Jo Good en BBC Radio London y en Hatchards en Piccadilly. El libro incluía muchas de las historias que había recopilado de sus entrevistas con celebridades, incluidas las de Mickey Rooney, Jason Donovan y Joan Rivers, e incluía historias del sitio londinense de la primera actuación británica de Judy Garland. Otro libro de 2016, I Met Marilyn, fue escrito sobre Marilyn Monroe, y sugirió que podría haber sido primera dama de los Estados Unidos.
A partir de 2015, Neil Sean comenzó a presentar una serie de entrevistas, Neil Sean Meets..., que incluyó episodios con Jeremy Thompson, Les Hinton, Laurence Fox, Billy Boyd, Tommy Steele y Roger Moore. En septiembre de 2017, se anunció que Maycon comenzaría a producir un programa semanal presentado por Katie Hopkins, y a finales de 2020, Sean presentó una serie de seis partes en YouTube, «That Reminds Me!», en la que hablaba de carreras con comediantes descoloridos; al explicarse a la British Comedy Guide, afirmó que se le ocurrió la idea después de reunirse con comisionados de comedia en un canal de televisión y descubrir que muchos de los nombres que sugería se descartaban por considerarlos demasiado anticuados.